# Rajd Automobilistico Internazionale del Sestriere 1959
Rajd Automobilistico Internazionale del Sestriere 1959 (10. Automobilistico Internazionale del Sestriere) – 10 edycja rajdu samochodowego Rajd Automobilistico Internazionale del Sestriere rozgrywanego we Włoszech. Rozgrywany był od 23 do 26 lutego 1959 roku. Była to druga runda Rajdowych Mistrzostw Europy w roku 1959.

## Klasyfikacja rajdu
| Miejsce                      | Kierowca                     | Pilot                        | Samochód                     | Czas                         | Strata                       |                              |
| Klasyfikacja generalna i ERC | Klasyfikacja generalna i ERC | Klasyfikacja generalna i ERC | Klasyfikacja generalna i ERC | Klasyfikacja generalna i ERC | Klasyfikacja generalna i ERC | Klasyfikacja generalna i ERC |
| ---------------------------- | ---------------------------- | ---------------------------- | ---------------------------- | ---------------------------- | ---------------------------- | ---------------------------- |
| 1.                           | Gianfranco Castellina        | Piero Frescobaldi            | Fiat Abarth 750 GTZ          | 1                            | 0.0                          |                              |
| 2.                           | Ada Pace                     | Miro Toselli                 | Alfa Romeo Giulietta SVZ     | 6                            | +5                           |                              |
| 3.                           | Carlo Maria Abate            | A.G. Stardero                | Alfa Romeo Giulietta TI      | 9                            | +8                           |                              |
| 4.                           | Renato Canaparo              | A. Marsoglio                 | Fiat 8V Zagato               | 10                           | +9                           |                              |
| 5.                           | Hans Bauer                   | Bruno Ferrero                | Alfa Romeo Giulietta TI      | 15                           | +14                          |                              |
| 6.                           | Arturo Bertoglio             | Roig Álex Soler              | Alfa Romeo Giulietta SVZ     | 21                           | +20                          |                              |
| 7.                           | Girolamo Capra               | Cesare Pilone                | Fiat 600                     | 22                           | +21                          |                              |
| 8.                           | Giancarlo Sala               | Ubaldi                       | Fiat 8V Zagato               | 27                           | +26                          |                              |
| 9.                           | Wolfgang Levy                | Hans Wencher                 | Auto Union 1000              | 28                           | +27                          |                              |
| 10.                          | Luciano Fontana              | Angela Fontana               | Fiat 600                     | 33                           | +32                          |                              |